# Anton von Werner
Anton von Werner (født 9. maj 1843 i Frankfurt an der Oder, død 4. januar 1915 i Berlin) var en preussisk historiemaler.
Anton von Werner begyndte sin karriere i året 1857 som lærling, før han i 1860 begyndte at studere ved Berlins Akademie der Künste. For at samle flere indtryk rejste han i 1862 til akademiet i Karlsruhe for at fortsætte uddannelsen der. I 1870 eskalerede konflikten mellem Frankrig og Preussen, og Anton von Werner deltog som soldat i den tysk-franske krig, 27 år gammel. Samme år mødte han første gang kronprins Friedrich Wilhelm. Da han kom tilbage fra felten i 1871 drog han tilbage til Berlin, hvor han boede i Lützowstraße 31. I 1874 flyttede han til en villa i Potsdamer Straße 113, og havde da allerede en etableret position som maler og var forholdsvis velstående. I 1875 blev han direktør for Königliche Hochschule der bildende Künste. Samme år åbnede han et nyt atelier i Karlsbad 21. Han blev generalkommisær for den tyske afdeling i verdensudstillingen i 1895 og senere også formand for Berlins kunstnerforening. Hans æresgrav befinder sig på den gamle Zwölf-Apostel-Kirchhof i Berlin-Schöneberg.
Anton von Werners mest kendt værk er "Die Proklamation des Deutschen Kaiserreiches", hvor motivet er fra Spejlsalen i Versailles, hvor det tyske kejserrige udråbtes til de tyske fyrsters sabelhilsen. Slottet Versailles var hovedkvarter for de preussiske styrker i Frankrig under den tysk-franske krig, og frem til Frankrig havde betalt de pålagte krigsskadeserstatninger.

## Vigtige værker
- 1864 "Kinderkopf im Profil"
- 1867 "Kauernder Jüngling"
- 1872 "Allegorie auf die Entstehung der deutschen Einheit" (en forstudie til mosaikken til Siegessäule i Berlin)
- 1873 "Husar und älterer Offizier"
- 1877 "Die Proklamation des Deutschen Kaiserreiches"